# 苏联宪法
苏联宪法（俄语：Конституция СССР)先后共有三个版本，均建立在苏联的前身蘇維埃俄國所创的1918年苏俄宪法的基础之上。

## 年表
- 1924年苏联宪法

- 1936年苏联宪法

- 1977年苏联宪法

这三部宪法有着大部分相同的条款，这些条款包括，声明工人阶级领导国家，后两部宪法则声明苏联共产党在政府和社会中的领导角色。所有的宪法都支持社会共有资产的形式。每部宪法需要一套苏维埃，即议会，来行使政府职权。

## 与西方宪法的区别
表面看来，苏联宪法同西方所采用的宪法基本类似，但实际上苏联宪法和西方宪法的区别隐藏在共同点之下。苏联宪法声明保证了一些政治权利，如言论自由、集会自由和宗教信仰自由。宪法也认同一系列的社会经济权利，以及全体公民服从的义务。尽管如此，苏联宪法并没有包括保障公民不可剥夺的权利的条款，苏联也缺乏保障这些权利的相关法律。因此，人民享受这些政治权利的自由程度限于不与建设共产主义发生冲突。而仅苏联共产党，保留着权力来决定什么对共产主义有利益关系。苏联宪法也明确指出了国家象征的形式和内容，包括国旗、国徽和国歌。

## 评价
根据苏联的意识形态宣传，苏联政治体制是真正的民主，称为“苏维埃”的工人议会代表着工人阶级的意志。尤其是1936年苏联宪法，保证了不记名投票中的普选权。然而实际上，在1936年至1987年6月选举之间的所有参选人都是由共产党所挑选出来的。
英国历史学家罗伯特·康奎斯特评价：“一套虚幻的机构和协定把丑陋的现实用一张人脸来遮盖：一部装模作样的宪法在最恐怖的时期被采用并保证着人权；一个只有一位候选人的选举，并有99%的人投票给他；和一个从来没有人举手投反对票或弃权票的议会。”